# Sparta

Territorium des antiken Sparta in klassischer Zeit vor der Ablösung Messeniens 369 v. Chr.

Sparta (dorisch-altgriechisch Σπάρτα Spártā, attisch-altgriechisch Σπάρτη Spártē, lateinisch Sparta und Sparte) war eine antike Siedlung und Stadt (Polis) im Süden der Peloponnes am Fluss Eurotas. Im Deutschen bezeichnet Sparta meist im erweiterten Sinn den Staat der Lakedaimonier in archaisch-klassischer Zeit. Die Anlage der Bergfestung und Residenzstadt Mystras im Westen Spartas führte zur Verödung der antiken Stadt.
Die fragmentarische antike Überlieferungslage und dominante Sparta-Bilder in der Populärkultur erschweren einen differenzierten Blick auf das antike Sparta. Auch wenn die Geschichte Spartas im frühen 1. Jahrtausend v. Chr. beginnt und weit über die klassische Zeit hinausreicht, ist mit dem Begriff Sparta vor allem die Vorstellung von der Herrschaft über die Landschaften Lakonien und Messenien verbunden, von der stärksten Militärmacht des antiken Griechenlands, sowie vom Gegensatz zum antiken Athen. Spätestens nach der Niederlage gegen Theben in der Schlacht bei Leuktra im Jahr 371 v. Chr. und dem Verlust der Herrschaft über Messenien verlor Sparta an historischer Bedeutung. Im 2. Jahrhundert v. Chr. geriet sie, wie alle griechischen Staaten, unter römische Herrschaft, wahrte aber nominell bis ins 3. nachchristliche Jahrhundert ihren Status als freie Stadt.

## Etymologie
Der antike Name „Sparta“ lautet in attischem Altgriechisch Σπάρτη (fem.) Spártē, im dorischen Dialekt Σπάρτα Spártā. Zur klassischen Zeit bezeichnete man damit jedoch nur die Stadt selbst. Der Staat, dessen Hauptort Sparta war, und die dazugehörigen Landstriche wurden meist Λακεδαίμων (Lakedaimōn, deutsch auch Lakedämon) genannt. Zeitgenössische Quellen sprechen in der Regel von den „Lakedaimoniern“ (gr. οἱ Λακεδαιμόνιοι), wenn sie sich auf Sparta als Staat beziehen.
Der Name der Stadt wird mythisch darauf zurückgeführt, dass der Staatsgründer Lakedaimon seine Hauptstadt nach seiner Frau Sparte benannte. Sie war in diesem Mythos die Tochter des Königs Eurotas von Lakonien. Bei dem griechischen Schriftsteller Pausanias lässt sich zu Beginn seiner Darstellung Lakoniens (3. Buch) beobachten, wie bekannte Ortsnamen und Landmarken im Rahmen des Mythos durch Personifikation dynastisch vereinigt werden.

## Geographie

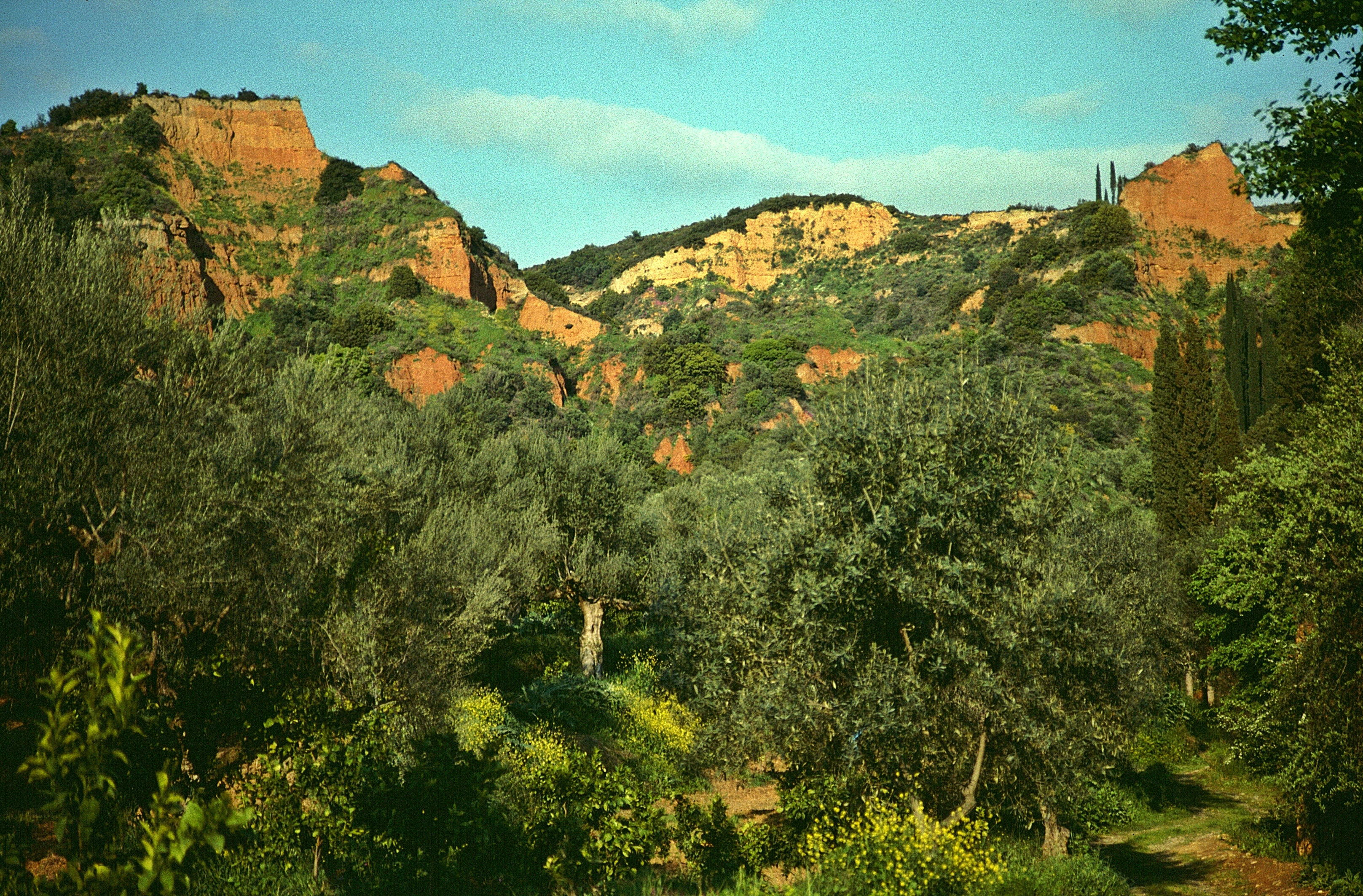
Landschaft bei Sparta

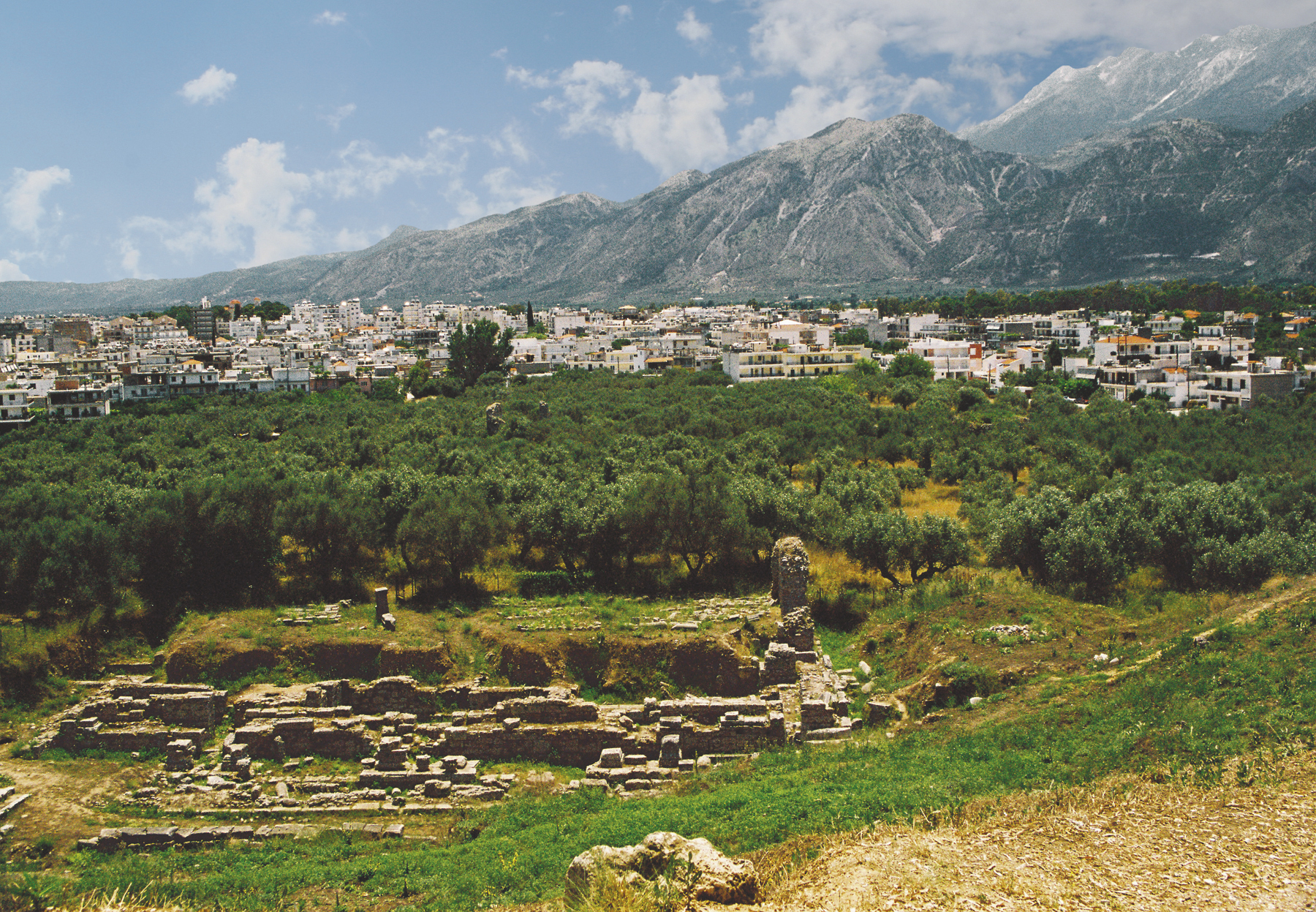
Das ausgegrabene Amphitheater des antiken Sparta, die moderne Stadt im Evrotas-Tal und der Taygetos

Das Stadtgebiet lag auf den östlichen Ausläufern des Taygetos-Gebirges, dicht am rechten Ufer des Flusses Eurotas und war im Mittelalter nicht mehr besiedelt. Eine Neugründung erfolgte 1834, siehe dazu Sparta (Gemeinde).
Zu beiden Seiten des Flusses Eurotas erstreckt sich eine fruchtbare Ebene, die von zwei Gebirgszügen, Taygetos im Westen und Parnon im Osten, flankiert wird. In diesem Flussbecken entstand Sparta aus einigen Dörfern heraus. Die Lage Spartas bot einen natürlichen Schutz durch die Gebirge, welche das Flusstal umschlossen. Landwirtschaftlich nutzbar war allerdings nur eine kleine Fläche von rund 500 km².
Die Stadt bestand aus vier weitläufigen, gartenreichen Quartieren, welche zusammen einen Umfang von etwa neun Kilometern hatten. Im Gegensatz zu Athen bildete Sparta keine Gemeinden in seinen eroberten Gebiete, weswegen die spartanische Bevölkerung im Vergleich zu Athen relativ klein blieb. Forscher schätzen, dass 600 v. Chr. in der Stadt selbst ca. 40.000 bis 50.000 Personen lebten.
Sparta, im Sinne des Staates der Lakedaimonier, dehnte in archaischer Zeit seine Herrschaft über die Landschaften Lakonien und Messenien aus. Die genauen Umstände der Expansion lassen sich auf Grundlage antiker literarischer Quellen nicht genau nachvollziehen. Ab 369 v. Chr. gehörte Messenien nicht mehr zu Sparta. Bis in die römische Zeit hinein verlor Sparta wiederholt Teile des lakonischen Gebietes.

## Archäologie
Am besten erhalten ist das Theater aus der frühen Kaiserzeit am Abhang der Akropolis. Auf der Akropolis selbst findet man Überreste eines Tores und der Stadtmauer sowie einer Stoa (vielleicht der von Pausanias erwähnten Persischen Stoa). Im Nordosten des Stadtzentrums sind am Ufer des Eurotas einige Überreste des berühmten Heiligtums der Artemis Orthia zu sehen, in dem das berühmte alljährliche Ritual der Geißelung der Epheben stattfand. Zahlreiche Funde aus diesem Heiligtum sind im Archäologischen Museum der Stadt ausgestellt. Etwas außerhalb der Stadt befinden sich in Therapne gut erhaltene Reste des Menelaions, des Heroons von Menelaos, Helena und ihren Brüdern.
Bis in hellenistische Zeit hatte die Stadt keine durchgehenden Mauern, da die gefürchtete Armee alle Feinde fernhalten konnte; erst der Tyrann Nabis legte einen Mauerring an, der zwar bald darauf von den Achaiern zerstört, aber auf Befehl der Römer wiederhergestellt und noch in spätantiker Zeit erneuert wurde. Von den einzelnen Quartieren (Komen) wird Pitana im Nordosten als das schönste der Quartiere bezeichnet. Hier befand sich die Agora mit den Versammlungsgebäuden der Gerusia und der Ephoren, die von der persischen Beute erbaute persische Halle und in römischer Zeit das große, mit weißem Marmor verkleidete Theater, von welchem noch einige Überreste erhalten sind.
Im 8. Jh. v. Chr. wurde auf der Akropolis von Sparta das Heiligtum der Athene Poliachos gegründet, welches dann in der Mitte des 6. Jh. v. Chr. neugebaut wurde. Dabei erhielt der Tempel wegen der neuen bronzenen Ausstattung auch den Namen Chalkioikos. Die Stadt hatte neben dem eben genannten noch zahlreiche weitere Tempel und Monumente, welche Pausanias nennt, deren Lage sich heute noch zum Teil nachweisen lässt. Überreste römischer Bäder befinden sich nordwestlich und südöstlich vom Theater, Reste einer alten Brücke über den Eurotas an der heutigen Straße nach Argos und Tegea. Weitere Plätze befanden sich im Westen der Stadt: An der Straße nach Messene befanden sich der Dromos mit zwei Gymnasien und der mit Platanen bepflanzte Platz Platanistas, auf dem die Jünglinge zu ringen pflegten.

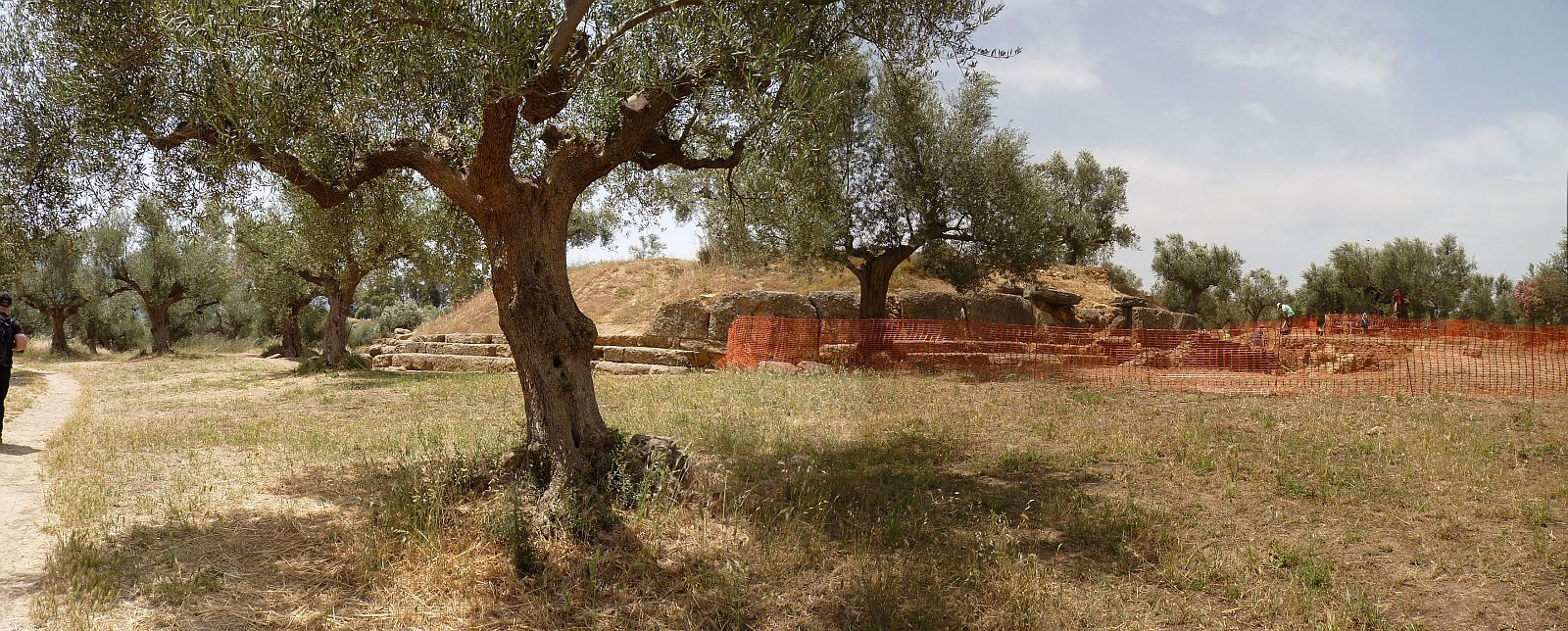
Antikes Sparta, Reste der Akropolis
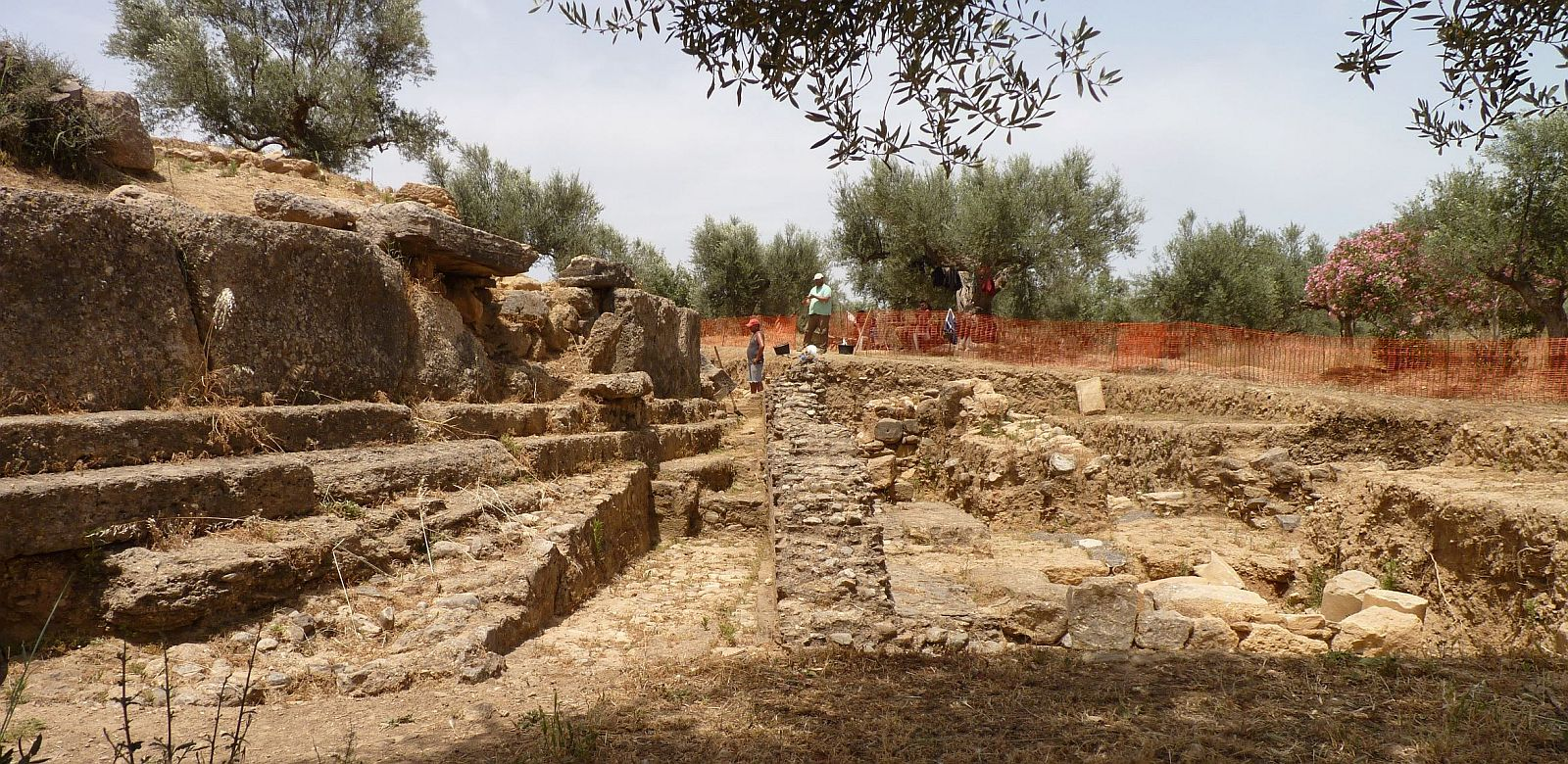
Reste der Akropolis
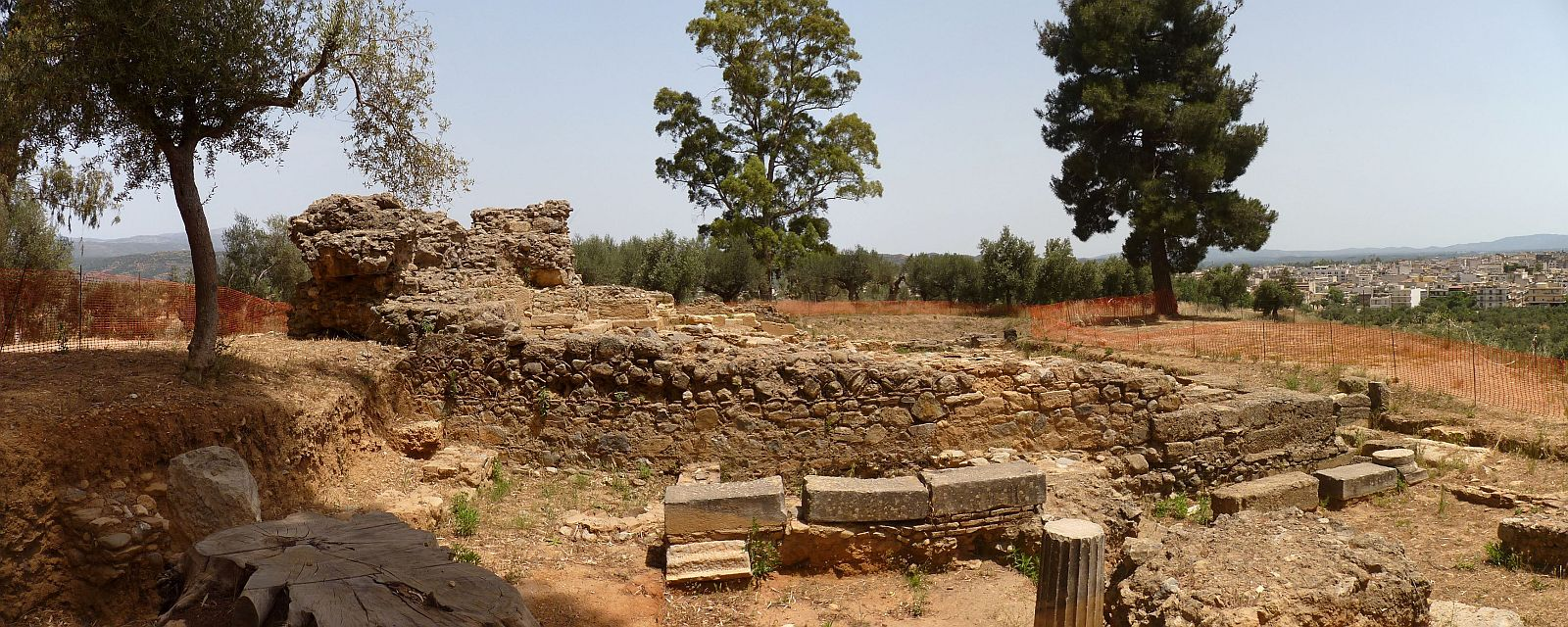
Säulenhalle (Stoa) in Sparta
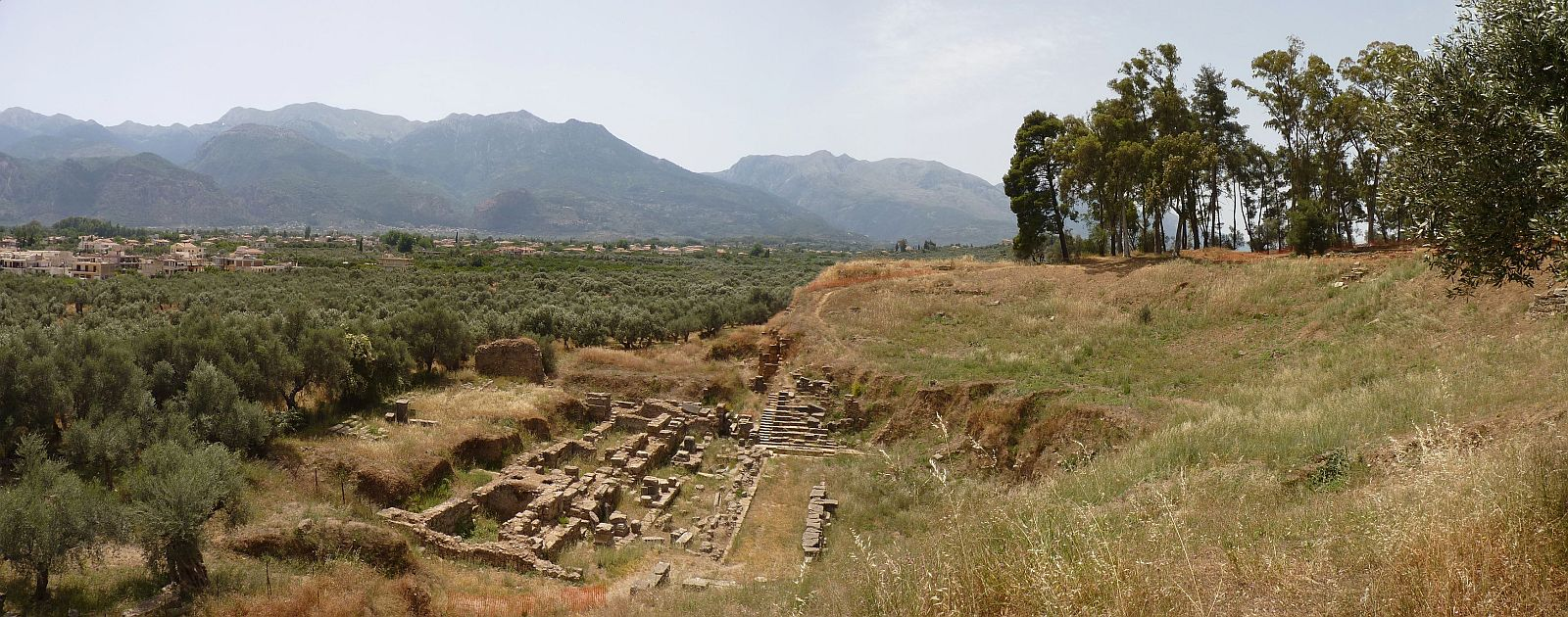
Ein Theater im antiken Sparta
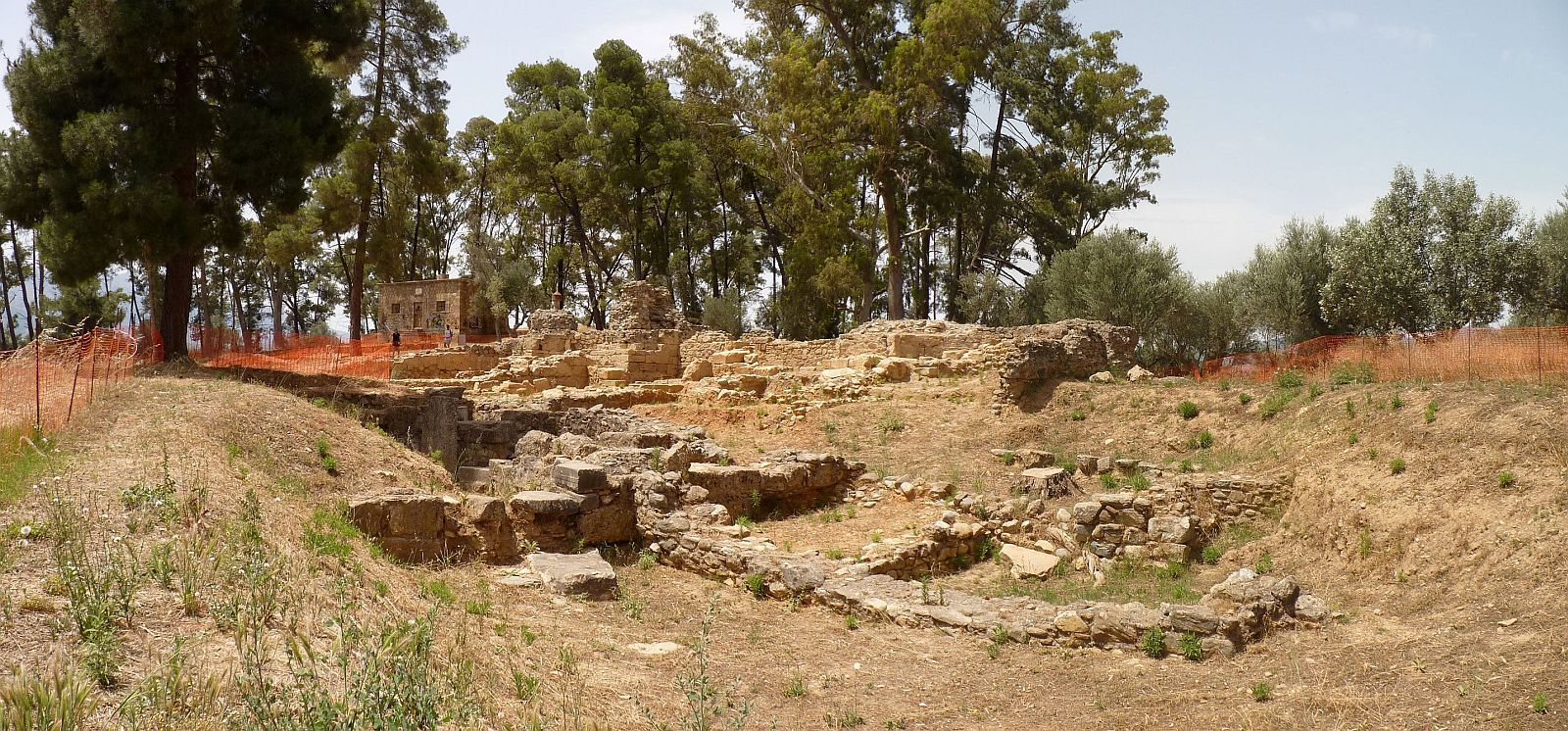
Akropolis in Sparta am Rande des Theaters
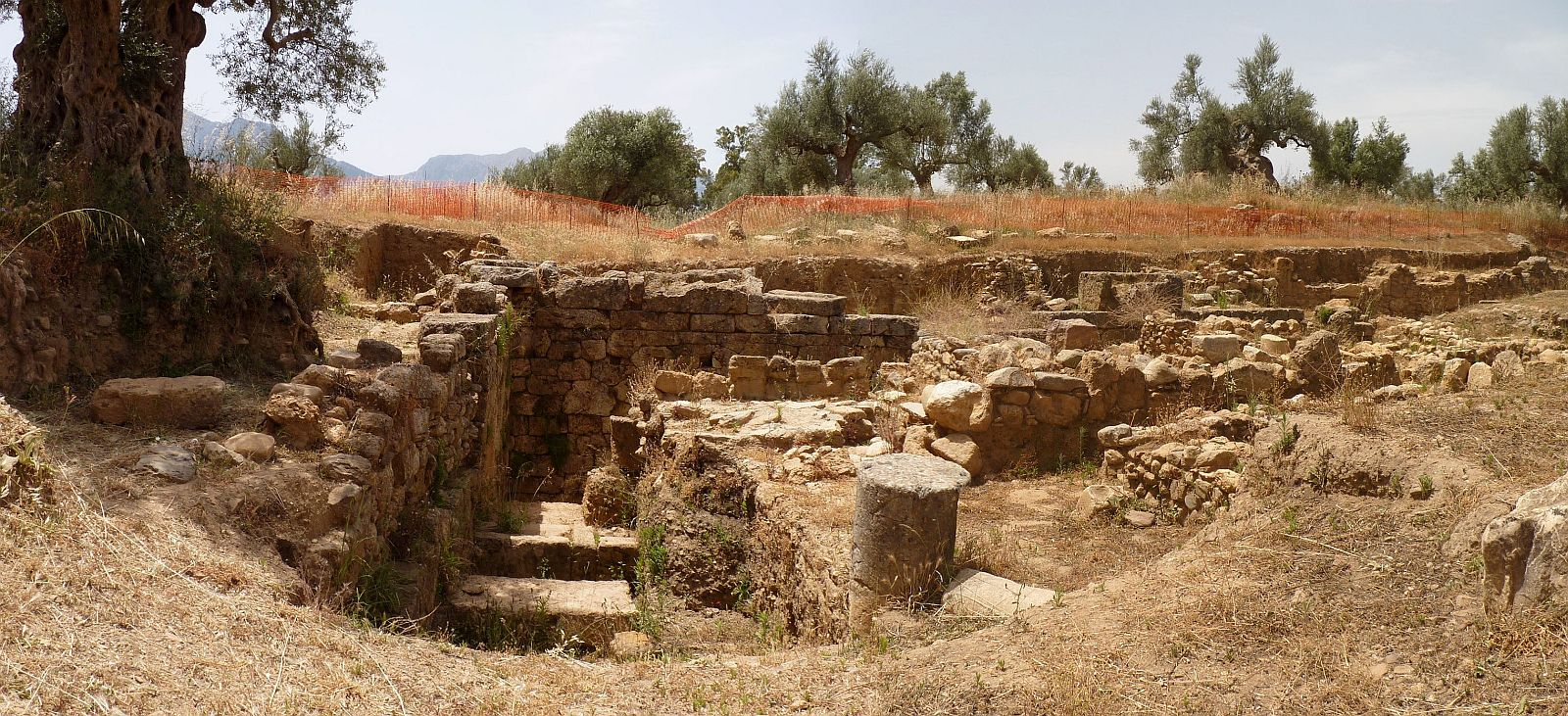
Reste eines Tempels in Sparta

## Schriftliche Überlieferung
Aus der Antike gibt es nur wenige schriftliche Quellen von Lakedaimoniern selbst. Tyrtaios und Alkman, beides Spartaner, dichteten im siebten Jahrhundert v. Chr. zu den Themen des Militärs und Festen in Sparta. Erst mit Herodot lernen wir im dritten Viertel des 5. Jahrhunderts die Geschichte Spartas etwas präziser kennen. Das Bild Spartas prägen zeitgenössische oder spätere Geschichtsschreiber und Schriftsteller aus anderen Poleis, vor allem aus Athen, die idealisierende oder ablehnende Haltungen gegenüber Sparta einnahmen und das Bild Spartas verzerren. Thukydides erklärte zum Beispiel, dass Sparta voller Geheimnisse sei. Bis heute erschweren solche Darstellungen eine realistische Rekonstruktion der Geschichte, Gesellschaft, Kultur und Institutionen Spartas.

## Geschichte

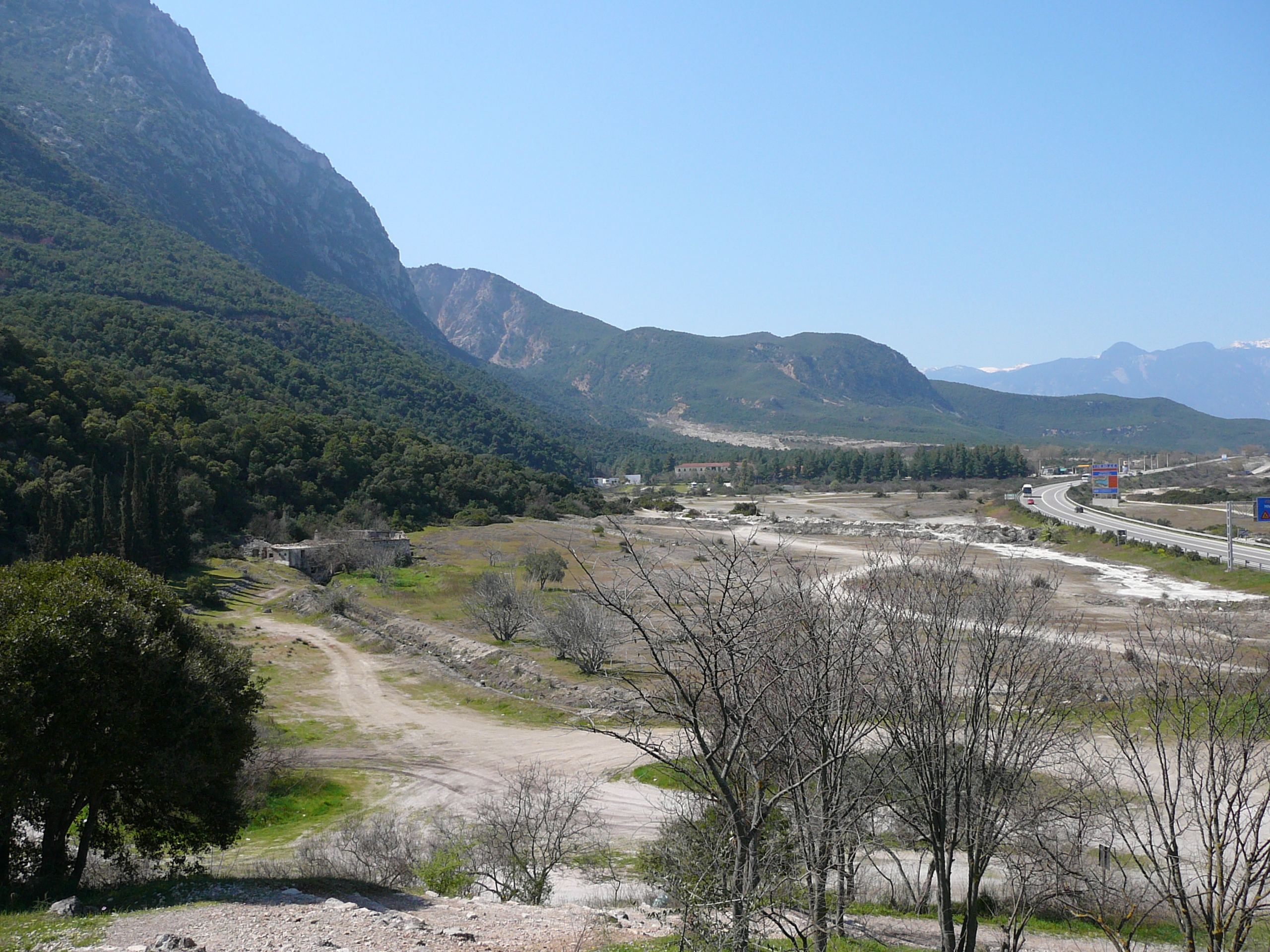
Moderne Ansicht der Küstenlinie an den Thermopylen, wo 480 v. Chr. die Schlacht eines griechischen Militäraufgebots, darunter der spartanische König Leonidas sowie 300 Spartiaten, gegen die Perser verloren ging

## Gesellschaft

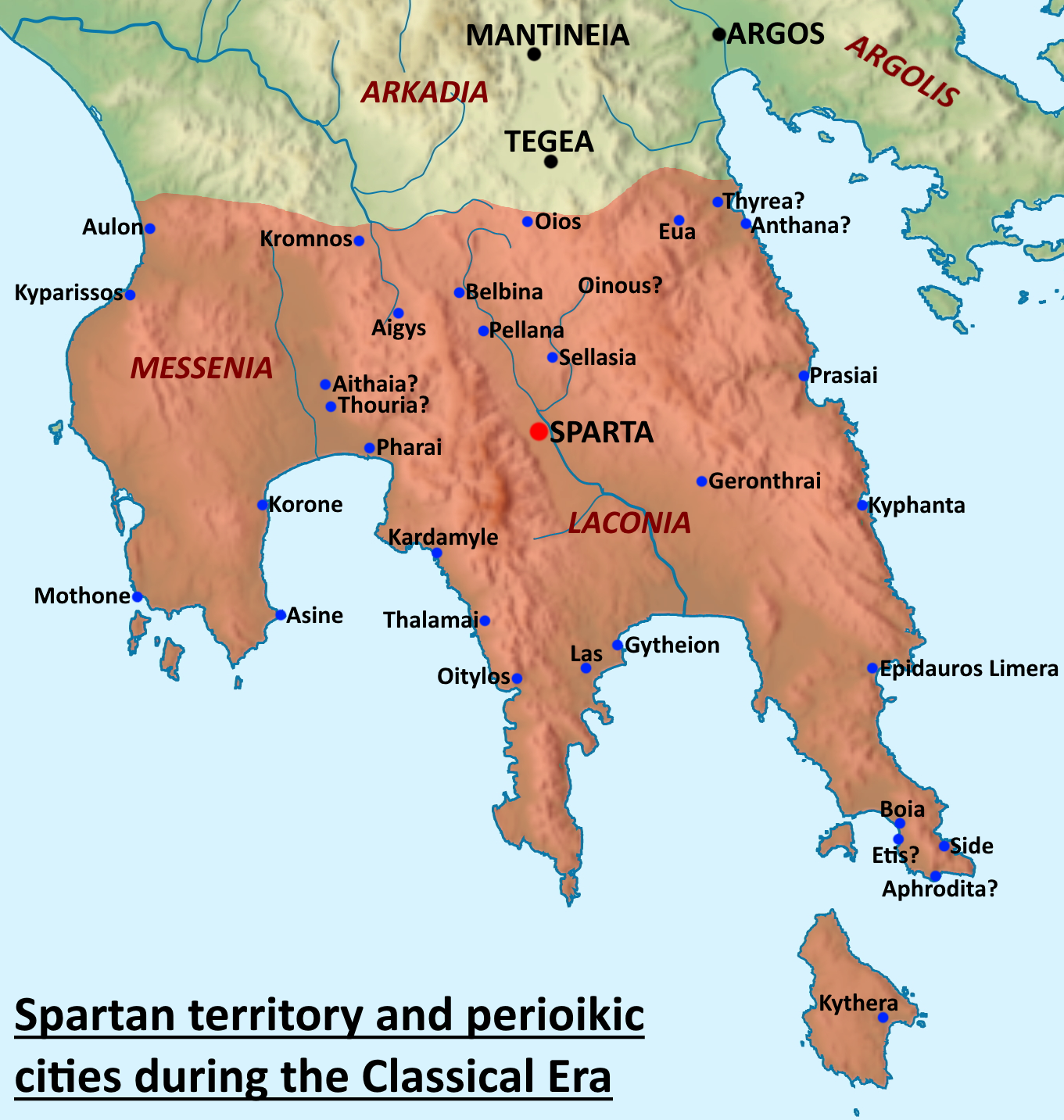
Territorium des antiken Sparta in klassischer Zeit mit Periökenstädten vor dem Verlust Messeniens

### Gesellschaftsschichten im spartanischen Staatswesen

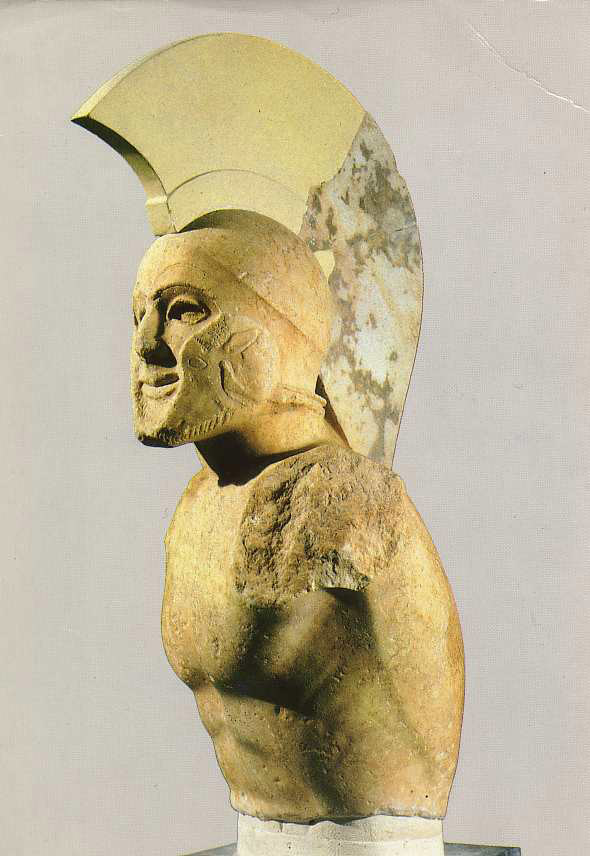
Statue eines spartanischen Kriegers, genauer eines Hopliten